# الکترا (فیلم ۲۰۱۰)
الکترا (به هندی: Elektra) فیلمی محصول سال ۲۰۱۰ و به کارگردانی شیاما پراساد است. در این فیلم بازیگرانی همچون نایانتارا، مانیشا کویرالا، پراکاش راج، بیجو منون، اسکاندا آشوک، کی.پی.ای.سی. لالیتا و شروتی منون ایفای نقش کرده‌اند.